# Felix de Bekker
F.H.A.B.M. (Felix) de Bekker (Empel, 1 augustus 1949) is een voormalige Nederlandse leraar en politicus. Voor het Christen-Democratisch Appèl (CDA) is hij jarenlang in de Etten-Leurse politiek actief geweest, onder meer als wethouder.
Opgeleid aan de pedagogische academie in Breda, was hij tot 1990 als leraar werkzaam aan Don Bosco, een lagere technische school in Etten-Leur, die tegenwoordig de naam Munnikenheide College draagt. Na in 1986 al in de gemeenteraad van Etten-Leur te zijn verkozen, werd hij in 1990 voor de eerste keer wethouder (onder andere van sport), hetwelk hij tot 1994 zou blijven. Als lid van het toenmalige college van burgemeester en wethouders was hij betrokken bij de vormgeving van de plannen voor het hedendaagse centrum. Het CDA viel na de gemeenteraadsverkiezingen van 1994 bij de collegehandelingen buiten de boot, zodat De Bekker weer alleen raadslid was.
Na de gemeenteraadsverkiezingen van 2002 werd hij opnieuw wethouder. Tijdens zijn tweede periode als wethouder (in zijn portefeuille zaten onder meer het grondbedrijf, financiën, cultuur, toerisme en recreatie) kwam het nieuwe centrum tot stand en zorgde hij ervoor dat ondanks verzet uit de raad deze in meerderheid akkoord ging met de bouw van een nieuwe versie van het Theater Congrescentrum De Nobelaer. De jaarlijkse stijging van de gemeentelijke lasten wist hij te beperken tot 1,7 procent.
De Bekker kon het goed vinden met toenmalig burgemeester Hans van Agt; deze ging in augustus 2008 met pensioen, waardoor hij als locoburgemeester een paar maanden het burgemeestersambt waarnam. Eind 2008 legde hij om persoonlijke redenen (verwerking van het verlies van een zoon en zware werkbelasting) het wethouderschap neer. Hij werd opgevolgd door partijgenoot Jan van Hal.

## Familie
Zijn vader, Piet de Bekker, was van 1972 tot 1985 burgemeester van Wanroij. Zijn achteroom Leo de Bekker was onder meer wethouder van Empel en Meerwijk en Tweede Kamerlid voor de KVP.